# حب الثلج مستدير الأوراق
حب الثلج مستدير الأوراق أو سمفورين مستديرة الورق (الاسم العلمي:Symphoricarpos rotundifolius) هو نوع من النباتات يتبع جنس حب الثلج من الفصيلة المعزية الورق.